# Ferdinand Joachimsthal
Ferdinand J. Joachimsthal (Goldberg, 9 marzo 1818 – Breslavia, 5 aprile 1861) è stato un matematico tedesco.
Docente all'università di Berlino dal 1846 e all'università di Halle dal 1856, fu grande esperto di geometria cartesiana.
A lui è legata la  formula di Joachimsthal, che consente di individuare intersezioni tra coniche e rette.